# 三条友美
三条 友美（さんじょうともみ、1958年3月14日 - 2023年6月25日）は漫画家。
主に成人向け作品を手掛けており、劇画系の作風の作家として著名である。
2016年、早見純、三条友美、ダーティ・松本が参加した価格2400円のエロ劇画アンソロジー『劇画あまとりあ』（久保書店）が、東京都から不健全図書に指定された。
2023年12月13日、X（旧ツイッター）で本人のスタッフにより、同年6月25日に虚血性心不全で死亡していたことが報告された。

## 主な著作
- 「少女菜美」シリーズ（大洋図書→久保書店）
- 三条友美全集 全30巻（大洋図書）
- 制服美少女・屈辱の仕置き（久保書店）
- 妻を家畜にしてください（茜新社）
- 早熟少女果てしなき欲情（久保書店）
- 人妻人形・アイ（茜新社）
- 生贄妻絶叫飼育（久保書店）
- M妻菜美 1〜2（茜新社）
- 若妻・悪魔の生贄（久保書店）
- 若妻綾乃のエクスタシー（久保書店）
- 人妻奴隷・監禁されて!（久保書店）
- 隷嬢SatoMi（茜新社）
- 幼な妻・性奴に堕ちて!（久保書店）
- M女の遺伝子 1〜4（茜新社）
- 若妻・拷問クラブ（久保書店）
- 美少女牝犬調教（久保書店）
- 幼な妻・強制肛愛（久保書店）
- 若妻・淫らな生贄（久保書店）
- 美少女肉奴隷（久保書店）
- 人妻監禁・肛門調教（久保書店）
- きりきりぎったん―三条友美恐怖作品集（ぶんか社）
- 犬になりたい―恐怖漫画珠玉作品集（ぶんか社）
- 緊縛マゾヒスト（あまとりあ社）追悼版[5]